# Juneau Icefield
Das Juneau Icefield ist ein 3800 km² großes Gletschergebiet nördlich von Juneau, der Hauptstadt Alaskas an der Inside Passage.
Die Eiskappe erstreckt sich nach Osten über die Boundary Ranges bis in die kanadische Provinz British Columbia und nach Norden bis nach Skagway. Den südlichen Abschluss bildet das Taku Inlet, das bei Point Arden in die Stephens Passage mündet.
Das Gletschergebiet macht knapp 4 % der vergletscherten Fläche Alaskas aus. Das Icefield ist Nährgebiet von etwa 140 Gletschern, darunter der Mendenhall-, der Meade- und der Taku-Gletscher. Letzterer besitzt eine bis zu 1370 m dicke Eisschicht. Seine größte Ausdehnung erreichte das Gletschergebiet um 1700. Seit Mitte des 20. Jahrhunderts verliert das Gebiet massiv an Eis, der Verlust hat sich seit Jahrtausendwende noch beschleunigt. Während der Taku der einzige größere Gletscher ist, der heute noch wächst, hat sich beispielsweise der Mendenhall zwischen 1946 und 2005 um 580 m zurückgezogen. 
Seit 1948 beobachtet das Juneau Icefield Research Program die Entwicklung der Gletscher des Icefields. 
Die höchste Erhebung im Juneau Icefield bildet der Grenzgipfel Devils Paw mit 2593 m.

## Gletscher im Juneau Icefield (Auswahl)
- Battle-Gletscher
- Bucher-Gletscher
- Denver-Gletscher
- East-Twin-Gletscher
- Field-Gletscher
- Gilkey-Gletscher
- Llewellyn-Gletscher
- Meade-Gletscher
- Mendenhall-Gletscher
- Norris-Gletscher
- Opposer-Gletscher
- Taku-Gletscher
- Tulsequah-Gletscher
- West-Twin-Gletscher
- Willison-Gletscher